# Brasão de armas da Argélia
A versão atual do brasão da Argélia foi adotado em 1 de novembro de 1976.
Na parte superior do escudo figura o sol nascente, símbolo de uma nova era. Debaixo do sol aparece representada a mão de Fátima, símbolo tradicional islâmico. No horizonte aparece representada a Cordilheira do Atlas. Aos pés da cordilheira aparecem representados elementos vegetais e edifícios que simbolizam o desejo de progresso industrial e agrícola do país. Na parte inferior do escudo aparecem representados a lua crecente e a estrela de cinco pontas de cor vermelha que também aparecem na bandeira nacional.
Os elementos do escudo aparecem rodeados pela denominação oficial do país em árabe: “Al Jumhūrīyah al Jazā'irīyah ad Dīmuqrāţīyah ash Sha'bīyah” (República Popular Democrática da Argélia).

## Histórico

(1830-1962)
(1962-1971)
(1971-1976)